# Hemicordulia ogasawarensis
Hemicordulia ogasawarensis là một loài chuồn chuồn ngô thuộc họ Corduliidae. Nó là loài đặc hữu của Nhật Bản.